# Dioscoridillo pubescens
Dioscoridillo pubescens is een pissebed uit de familie Eubelidae. De wetenschappelijke naam van de soort is voor het eerst geldig gepubliceerd in 2004 door Taiti & Ferrara.